# Могата
Могата́ (калм. Моhата) — посёлок в Целинном районе Калмыкии, в состав Целинного сельского муниципального образования. Могата расположена по правой стороне балки Могута Ергенинской возвышенности, в 15 км к югу от посёлка Аршан-Булг.

## Этимология
Название посёлка можно перевести с калмыцкого языка как место, где водятся змеи, со змеями (калм. Моhата - совместный падеж от калм. моhа - змея)

## История
Дата основания населённого пункт не установлена. Впервые обозначен на американской карте СССР 1950 года как хутор Курнаков. Под этим же названием населённый пункт обозначен на карте 1964 года. Дата переименования в посёлок Могата не известна. Как посёлок Могата обозначен на карте 1984 года. К 1989 году в посёлке проживало около 180 жителей.

## Население
| 2002 | 2010 | 2012 | 2014 |
| ---- | ---- | ---- | ---- |
| 10   | ↘5   | ↘1   | →1   |

Этнический состав
| Национальность | Численность (2010) | Процент |
| -------------- | ------------------ | ------- |
| Калмыки        | 5                  | 100%    |
| Всего          | 5                  | 100%    |